# Roupala monosperma
Roupala monosperma là một loài thực vật có hoa trong họ Quắn hoa. Loài này được (Ruiz & Pav.) I.M.Johnst. miêu tả khoa học đầu tiên năm 1924.